# 3883 Verbano
3883 Verbano (1972 RQ) là một tiểu hành tinh vành đai chính được phát hiện ngày 7 tháng 9 năm 1972 bởi N. Chernykh ở Nauchnyj.